# Duración modificada
La duración modificada o duración de Hicks es una medida de la sensibilidad a los tipos de interés de un título de renta fija. Fue enunciada por el economista John Hicks en 1939.
La duración modificada se basa en la duración de Macaulay, que habitualmente se la llama únicamente «duración».
La duración modificada es una medida de la sensibilidad del precio de un título de renta fija con respecto a las alteraciones sufridas por la rentabilidad del mismo, es decir, mide la sensibilidad de este tipo de activo financiero ante las variaciones de los tipos de interés. A diferencia de la duración de Macaulay -que se mide en años- la duración modificada únicamente es un porcentaje que nos indica la variación que se produce en el precio de mercado de un activo financiero por cada punto de variación en los tipos de interés.
Matemáticamente se define como:
{\displaystyle D_{m}=-{\frac {1}{1+r}}\times {\frac {\sum {\frac {tC_{t}}{(1+r)^{t}}}}{P}}}
donde haciéndolo depender de la duración de Macaulay queda:
{\displaystyle D_{m}={\frac {DMac}{(1+r)}}}
Donde:

Ct: cupón pagado por el bono en el periodo t

r: tasa interna de rendimiento (TIR) del bono

P: es el precio del bono.